# Верховный суд Республики Корея
Верховный суд Республики Корея (кор. 대법원) — высший обычный суд в судебной ветви власти Республики Корея, заседающий в Сочхо, Сеул. Созданный в соответствии с главой 5 Конституции страны, суд имеет окончательную и полную юрисдикцию по всем делам, за исключением дел, подпадающих под юрисдикцию Конституционного суда Кореи. Состоит из четырнадцати судей, включая главного судью Верховного суда Кореи. Верховный суд находится на вершине иерархии всех обычных судов в стране и имеет эквивалентный статус одного из двух высших судов в Республике Корее, наряду с Конституционный судом.

## Юрисдикция
Наделенный полномочиями в соответствии со статьями 101(2) и 110(2) Конституции, Верховный суд обладает всеобъемлющей окончательной апелляционной юрисдикцией по всем делам обычных судов и военных судов. Кроме того, он осуществляет полномочия судебного надзора на субстатутном уровне, аналогично другим обычным судам, как указано в статье 107(2) Конституции. Примечательно, что Верховный суд рассматривает некоторые дела исключительно как одноуровневые судебные разбирательства, без возможности апелляции.
Одна категория дел, подлежащих одноуровневому рассмотрению в Верховном суде, касается споров, связанных с выборами президента Республики Корея, членов Национального собрания, местных губернаторов провинциального уровня и членов местных парламентов. Эти дела регулируются статьями 222 и 223 Закона о выборах должностных лиц, которые определяют Верховный суд как единственный орган, ответственный за их рассмотрение.
Другой пример одноуровневых судебных разбирательств в Верховном суде касается дел, касающихся дисциплинарных мер в отношении судей за неправомерные действия. Согласно статье 27(2) Закона о дисциплине судей, такие дела рассматриваются исключительно Верховным судом.

## Состав

### Действующий состав
| Фото | Имя судьи (род.)                                      | Назначен     | Рекомендован                                                        | Образование                        | Вступил в должность (время в должности)    |
| ---- | ----------------------------------------------------- | ------------ | ------------------------------------------------------------------- | ---------------------------------- | ------------------------------------------ |
|      | Чо Хи Дэ 6 июня 1957 (67 лет) в Кёнджу (Председатель) | Юн Сок Ёлем  | Назначен президентом Юн Сок Ёлем с одобрения Национального собрания | Сеульский национальный университет | 8 декабря 2023 (1 год 3 месяца 11 дней)    |
|      | Ро Тэ Ак 20 ноября 1962 (62 года) в Чханнёне          | Мун Чжэ Ином | 16-м Председателем Верховного суда (Ким Мён Су)                     | Ханьянский университет             | 4 марта 2020 (5 лет 15 дней)               |
|      | Ли Хын Гу 30 мая 1963 (61 год) в Тхонъёне             | Мун Чжэ Ином | 16-м Председателем Верховного суда (Ким Мён Су)                     | Сеульский национальный университет | 8 сентября 2020 (4 года 6 месяцев 11 дней) |
|      | Чон Дэ Ёп 6 февраля 1964 (61 год) в Пусане            | Мун Чжэ Ином | 16-м Председателем Верховного суда (Ким Мён Су)                     | Сеульский национальный университет | 8 мая 2021 (3 года 10 месяцев 11 дней)     |
|      | О Кён Ми 16 декабря 1968 (56 лет) в Иксане            | Мун Чжэ Ином | 16-м Председателем Верховного суда (Ким Мён Су)                     | Сеульский национальный университет | 17 сентября 2021 (3 года 6 месяцев 2 дня)  |
|      | О Сок Джун 29 октября 1962 (62 года) в Пхаджу         | Юн Сок Ёлем  | 16-м Председателем Верховного суда (Ким Мён Су)                     | Сеульский национальный университет | 25 ноября 2022 (2 года 3 месяца 22 дня)    |
|      | Со Кён Хван 22 февраля 1966 (59 лет) в Сеуле          | Юн Сок Ёлем  | 16-м Председателем Верховного суда (Ким Мён Су)                     | Сеульский национальный университет | 19 июля 2023 (1 год 8 месяцев)             |
|      | Квон Ён Джун 14 октября 1970 (54 года) в Сеуле        | Юн Сок Ёлем  | 16-м Председателем Верховного суда (Ким Мён Су)                     | Сеульский национальный университет | 19 июля 2023 (1 год 8 месяцев)             |
|      | Ом Сан Пиль 1 декабря 1968 (56 лет) в Чинджу          | Юн Сок Ёлем  | 17-м Председателем Верховного суда (Чо Хи Дэ)                       | Сеульский национальный университет | 29 февраля 2024 (1 год 18 дней)            |
|      | Син Сук Хи 4 марта 1969 (56 лет) в Сеуле              | Юн Сок Ёлем  | 17-м Председателем Верховного суда (Чо Хи Дэ)                       | Сеульский национальный университет | 29 февраля 2024 (1 год 18 дней)            |
|      | Но Гён Пиль 1 октября 1964 (60 лет) в Хэнаме          | Юн Сок Ёлем  | 17-м Председателем Верховного суда (Чо Хи Дэ)                       | Сеульский национальный университет | 2 августа 2024 (7 месяцев 17 дней)         |
|      | Пак Ён Чжэ 5 февраля 1969 (56 лет) в Пусане           | Юн Сок Ёлем  | 17-м Председателем Верховного суда (Чо Хи Дэ)                       | Сеульский национальный университет | 2 августа 2024 (7 месяцев 17 дней)         |
|      | Ли Сук Ён 14 августа 1968 (56 лет) в Инчхоне          | Юн Сок Ёлем  | 17-м Председателем Верховного суда (Чо Хи Дэ)                       | Сеульский национальный университет | 6 августа 2024 (7 месяцев 13 дней)         |

### Список председателей Суда
| No.   | Портрет        | Имя          | Срок полномочий  | Срок полномочий  | Назначен           | Образование                                   |
| ----- | -------------- | ------------ | ---------------- | ---------------- | ------------------ | --------------------------------------------- |
| 1     |                | Ким Бён Ро   | 6 августа 1948   | 15 декабря 1957  | Ли Сын Маном       | Университет Мэйдзи                            |
| и. о. |                | Ким Ду Иль   | 16 декабря 1957  | 19 июня 1958     | по должности       | Университет Нихон                             |
| 2     |                | Чо Ён Сон    | 20 июня 1958     | 16 мая 1960      | Ли Сын Маном       | Кёнсонский юридический колледж                |
| и. о. |                | Пэ Чон Хён   | 17 мая 1960      | 29 июня 1961     | по должности       |                                               |
| 3     |                | Чо Джин Ман  | 30 июня 1961     | 31 января 1964   | Избран среди судей | Императорский университет Кэйдзё              |
| 4     | 1 февраля 1964 | Чо Джин Ман  | 19 октября 1968  | Пак Чон Хи       |                    | Императорский университет Кэйдзё              |
| 5     |                | Мин Бок Ки   | 21 октября 1968  | Пак Чон Хи       | 13 марта 1973      | Императорский университет Кэйдзё              |
| 6     | 14 марта 1973  | Мин Бок Ки   | 21 декабря 1978  | Пак Чон Хи       |                    | Императорский университет Кэйдзё              |
| и. о. |                | Йи Ён Соп    | 22 декабря 1978  | 22 марта 1979    | по должности       | Императорский университет Кэйдзё              |
| 7     |                | Йи Ён Соп    | 23 марта 1979    | 15 апреля 1981   | Пак Чон Хи         | Императорский университет Кэйдзё              |
| 8     |                | Ю Тай Хын    | 16 апреля 1981   | 15 апреля 1986   | Чон Ду Хваном      | Университет Кансай                            |
| 9     |                | Ким Ён Чхоль | 16 апреля 1986   | 17 июня 1988     | Чон Ду Хваном      | Сеульский университет                         |
| и. о. |                | Ли Чон У     | 18 июня 1988     | 18 июля 1988     | по должности       | Университет Корё                              |
| 10    |                | Ли Иль Гю    | 19 июля 1988     | 15 декабря 1990  | Ро Дэ У            | Университет Кансай                            |
| 11    |                | Ким Док Джу  | 16 декабря 1990  | 11 сентября 1993 | Ро Дэ У            | Сеульский национальный университет            |
| и. о. |                | Чхве Джэ Хо  | 12 сентября 1993 | 24 сентября 1993 | по должности       | Сеульский национальный университет            |
| 12    |                | Юн Кван      | 25 сентября 1993 | 24 сентября 1999 | Ким Ён Самом       | Университет Ёнсе                              |
| 13    |                | Чхве Джон Ён | 25 сентября 1999 | 24 сентября 2005 | Ким Дэ Чжуном      | Сеульский национальный университет            |
| 14    |                | Ли Ён Хун    | 25 сентября 2005 | 24 сентября 2011 | Но Му Хёном        | Сеульский национальный университет            |
| 15    |                | Ян Сон Тэ    | 25 сентября 2011 | 24 сентября 2017 | Ли Мён Баком       | Сеульский национальный университет            |
| 16    |                | Ким Мён Су   | 25 сентября 2017 | 24 сентября 2023 | Мун Чжэ Ином       | Сеульский национальный университет            |
| и. о. |                | Ан Чуль Сан  | 24 сентября 2023 | 7 декабря 2023   | по должности       | Университет Конкук                            |
| 17    |                | Чо Хи Дэ     | 8 декабря 2023   | в должности      | Юн Сок Ёлем        | Сеульский университет Корнеллский университет |